# CSS Texas

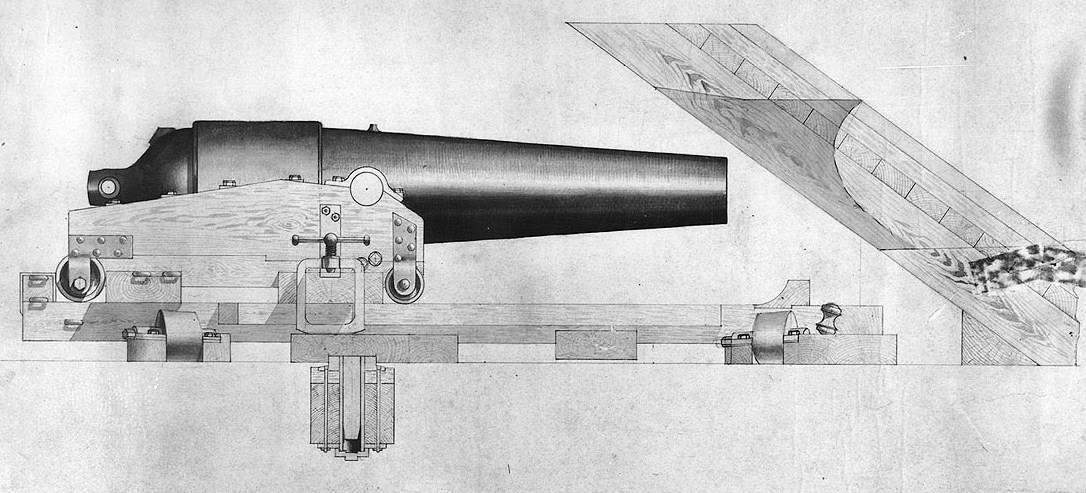
Пушка и поворотный лафет, разработанный для установки на «Техасе».

CSS Texas — казематный броненосец типа «Коламбия», построенный для флота Конфедерации южных штатов Америки. Строительство корабля началось в 1864, но недостроенный корпус был захвачен войсками северян в период проведения достроечных работ.
Киль корабля был заложен в г. Ричмонд, штат Виргиния в январе 1865. Ко времени эвакуации сил генерала Роберта Ли из Ричмонда 3 апреля 1865 корпус был недостроен и остался на военно-морской верфи Ричмонда, став одним из двух кораблей, избежавших уничтожения отступавшими южанами. На следующий день северяне вошли в город. Свой первый и единственный рейс своим ходом корабль совершил 22 июня 1865 года. Корабль был введён в состав флота США, но так и не приступил к службе. Впоследствии недостроенный «Техас» был отбуксирован в Норфолк, где и находился до 15 октября 1867, пока не был продан на аукционе на металл компании J. N. Leonard & Co из Нью-Хейвена, штат Коннектикут.
В отличие от ранних броненосцев Конфедерации, напоминавших прямоугольные коробки со скошенными углами, каземат «Техаса» имел форму восьмиугольника, поскольку в ходе строительства его размеры урезали ввиду критической нехватки материалов. Корабль имел восемь орудийных портов, шесть из них предназначались для установки пары поворотных орудий, который могли стрелять в трёх направлениях: вперёд и назад по курсу.
Сведения о вооружении «Техаса» отрывочны. Однотипный корабль (систершип) «Теннеси-2» нёс четыре 6,4 дюймовых и два 7-дюймовых орудий системы Брука (т. н. винтовок Брука) и шестовую мину, прикрученную к корпусу. «Теннесси» нёс броню из трех слоёв двухдюймовых бронелистов. Рубка не прикручивалась к корпусу, а была образована возвышением бортовой брони. Согласно некоторым источникам, максимальная скорость «Теннесси» составляла около пяти узлов. Экипаж насчитывал 133 матросов. Остаётся неизвестным, насколько бы «Техас» походил на «Теннесси» после завершения строительства
Согласно другим источникам, «Техас» по проекту должен был развивать скорость в 10 узлов. Следует отметить, что «Теннеси-2» и «Техас» отличались друг от друга в деталях ввиду нехватки материалов, особенно бронелистов, также различались орудия и машины. В ходе строительства в конструкцию вносились изменения исходя из опыта сражений с флотом северян.